# Michael Berg
Michel van Bergen Henegouwen (Heerlen, 4 juni 1956), die schrijft onder de schuilnaam Michael Berg, is een Nederlands thrillerauteur die enige jaren in Frankrijk woonde en werkte.

## Onderscheidingen
- Hôtel du Lac werd genomineerd voor de Diamanten Kogel 2011, de Vlaamse prijs voor de beste misdaadroman van het jaar.
- Met Nacht in Parijs won hij de Gouden Strop 2013, de prijs voor de beste (oorspronkelijk) Nederlandstalige spannende roman.
- Nominaties Het meisje op de weg:
  - Diamanten Kogel 2015
  - De Gouden Strop 2016
  - Hebban Thrillerprijs 2016